# Phyllophaga solisiana
Phyllophaga solisiana är en skalbaggsart som beskrevs av Moron 2003. Phyllophaga solisiana ingår i släktet Phyllophaga och familjen Melolonthidae. Inga underarter finns listade i Catalogue of Life.